# Кубок Казахстана по футболу 1993
Кубок Казахстана по футболу 1993 года — 2-й розыгрыш национального Кубка, в котором приняли участие 27 клубов.
Финальный матч состоялся 8 ноября 1993 года на Центральном стадионе города Алма-Ата.
Победителем Кубка стал «Достык» из Алма-Аты, обыгравший в финале жамбылский «Тараз».

## Схема турнира
Соревнования в рамках Кубка Казахстана 1993 года проводились с 24 марта по 8 ноября 1993 года, к ним были допущены клубы, игравшие в высшей лиге.
На каждом этапе турнира команды, поделенные жребием на пары, играли 1 матч, по итогам которого проигравшая сторона покидала турнир.
Победители пар встречались друг с другом с учётом определённой жребием турнирной сетки. Места проведения матчей также определялись жребием (команда, названная первой, была хозяином поля).
В случае ничьей назначались 2 дополнительных тайма по 15 минут. В случае ничейного результата после дополнительного времени победитель определялся в серии послематчевых пенальти.

## 1/16 финала
Матчи состоялись с 24 марта по 5 апреля 1993 года.
| Команда                 | счёт           | Команда                   |
| ----------------------- | -------------- | ------------------------- |
| Намыс (Алма-Ата)        | 1:3            | Горняк (Хромтау)          |
| Кайрат (Алма-Ата)       | +:-            | Металлист (Петропавловск) |
| Целинник (Акмола)       | 0:1            | Достык (Алма-Ата)         |
| Уралец-Арма (Уральск)   | 2:2 (пен. 4:3) | Восток (Усть-Каменогорск) |
| Мунайшы (Актау)         | 1:2            | Кокшетау (Кокчетав)       |
| Ажар (Кокчетав)         | 2:2 (пен. 3:5) | Булат (Темиртау)          |
| Батыр (Экибастуз)       | 2:2 (пен. 3:4) | Тараз (Джамбул)           |
| СКИФ-Ордабасы (Шымкент) | 3:1            | Кайсар (Кзыл-Орда)        |
| Актюбинец (Актюбинск)   | 0:1            | Шахтёр (Караганда)        |
| Яссы (Туркестан)        | 1:0            | Енбек (Жезказган)         |
| Ансат (Павлодар)        | 3:1            | Карачаганак (Аксай)       |

## 1/8 финала
Матчи состоялись с 6 апреля по 23 мая 1993 года.
| Команда                 | счёт | Команда                   |
| ----------------------- | ---- | ------------------------- |
| Горняк (Хромтау)        | +:-  | Кайрат (Алма-Ата)         |
| Динамо (Алма-Ата)       | 2:1  | Химик (Кустанай)          |
| Достык (Алма-Ата)       | 3:1  | Уралец-Арма (Уральск)     |
| Кокшетау (Кокчетав)     | 2:1  | Булат (Темиртау)          |
| Тараз (Жамбыл)          | 2:0  | СКИФ-Ордабасы (Шымкент)   |
| Шахтёр (Караганда)      | 6:0  | Яссы (Туркестан)          |
| Спартак (Семипалатинск) | +:-  | Жигер (Шымкент)           |
| Ансат (Павлодар)        | +:-  | Талдыкорган (Талдыкорган) |

## 1/4 финала
Матчи состоялись с 11 июня по 20 июля 1993 года.
| Команда                 | счёт           | Команда             |
| ----------------------- | -------------- | ------------------- |
| Горняк (Хромтау)        | 0:1            | Динамо (Алма-Ата)   |
| Достык (Алма-Ата)       | +:-            | Кокшетау (Кокчетав) |
| Тараз (Жамбыл)          | 3:0            | Шахтёр (Караганда)  |
| Спартак (Семипалатинск) | 0:0 (пен. 3:4) | Ансат (Павлодар)    |

## 1/2 финала
Матчи состоялись с 11 июня по 20 июля 1993 года.
| Команда           | счёт | Команда           |
| ----------------- | ---- | ----------------- |
| Динамо (Алма-Ата) | 1:2  | Достык (Алма-Ата) |
| Тараз (Жамбыл)    | 1:0  | Ансат (Павлодар)  |

## Финал
| 8 ноября 1993                    | \| Достык (Алма-Ата) \| 4:2 \| Тараз (Жамбыл) \| \| Лучкин 30′, 43′, 70′ · Шанин 65′ \| Голы \| Шмариков 40′ · Авдеев 49′ \| | Центральный стадион Алма-Ата Зрителей: 1000 Судья: С. Бородин (Караганда) |
| Достык (Алма-Ата)                | 4:2 | Тараз (Жамбыл)                                                            |
| Лучкин 30′, 43′, 70′ · Шанин 65′ | Голы | Шмариков 40′ · Авдеев 49′                                                 |

| Победитель Кубка Казахстана по футболу 1993 |
| ------------------------------------------- |
| Достык (Алма-Ата) Первый титул              |

## Лучшие бомбардиры розыгрыша
| Игрок          | Команда           | Голов |
| -------------- | ----------------- | ----- |
| Роман Лучкин   | Достык (Алма-Ата) | 3     |
| Нуркен Мазбаев | Тараз (Жамбыл)    | 3     |
| Игорь Бутков   | Ансат (Павлодар)  | 3     |